# Perdita halli
Perdita halli är en biart som beskrevs av Timberlake 1960. Perdita halli ingår i släktet Perdita och familjen grävbin. Inga underarter finns listade i Catalogue of Life.